# حیدر نجم
حیدر نجم (انگلیسی: Haidar Najim؛ زادهٔ ۱ ژوئیهٔ ۱۹۶۷) بازیکن فوتبال اهل عراق است.
وی همچنین در تیم ملی فوتبال عراق بازی کرده‌است.